# Før Vesterherred
Før Vesterherred (også: Vesterherred) var et herred i det vestlige Nordfrisland i Sønderjylland. Herredet omfattede geografisk den vestlige del af øen Før (Vesterland-Før) og øen Amrum. Sammen med List på Sild og dele af Rømø dannede Før Vester Herred før 1864 de kongerigske enklaver, som hørte til Ribe Amt.
Allerede i Kong Valdemars Jordebog fra 1231 skelnes mellem Før Østerherred og Før Vesterherred (Føør østærhæreth et wæstærhæreth).